# Maria Liktoras
Maria Liktoras, ukr. Марія Лікторас (ur. 20 lutego 1975 w Mineralnych Wodach) – polska siatkarka narodowości ukraińskiej, grająca na pozycji środkowej, reprezentantka Polski. Mistrzyni Europy w 2003.

## Życiorys
Do 1997 występowała w ukraińskim zespole Dynamo Jenestra Odessa. W 1997 przeszła do ligi polskiej. Była zawodniczką Chemika Police (1997–1998) i Nafty Piła (1998–2003). Od 2003 grała w zespole Winiary Kalisz, a od 2006 w rosyjskim klubie Bałakowskaja AES Bałakowo. Następnie była siatkarką moskiewskiego Dinama.
Polskie obywatelstwo uzyskała w 2001, a w 2003 zadebiutowała w reprezentacji Polski. W tym samym roku wywalczyła złoty medal na mistrzostwach Europy. W mistrzostwach Europy w 2005 nie wzięła udziału z powodu kontuzji.
W 2008 została powołana przez Marca Bonittę na igrzyska olimpijskie w Pekinie, po których (razem z Małgorzatą Glinką-Mogentale) zakończyła karierę reprezentacyjną. W reprezentacji wystąpiła łącznie 173 razy. Zrezygnowała z kariery siatkarskiej w związku z zajściem w ciążę (w 2009 urodziła syna). Zatrudniona później jako nauczycielka i trenerka siatkówki w Policach.
W 2010 kandydowała na radną Szczecina z ramienia komitetu Piotra Krzystka, którego po zwycięstwie w wyborach prezydenckich zastąpiła w radzie miasta. W 2014 z powodzeniem ubiegała się o reelekcję. W 2018 nie została ponownie wybrana. W 2024 ponownie wystartowała na radną z listy komitetu Piotra Krzystka.

## Kluby
- Dynamo Jenestra Odessa
- Chemik Police
- Nafta-Gaz Piła
- Winiary Kalisz
- Bałakowskaja AES Bałakowo
- Dinamo Moskwa (2007/08)

## Osiągnięcia
- Mistrzostwo Europy seniorek 2003
- Udział w Igrzyskach Olimpijskich w Pekinie (2008)[7]
- Reprezentantka Polski seniorek: Puchar Świata 2007 w Japonii, Mistrzostwa Europy 2007 w Belgii i Luksemburgu, World Grand Prix 2007, Volley Masters 2007 w Montreux, Mistrzostwa Świata 2006 w Japonii
- Mistrzostwo Polski: 1998/1999, 1999/2000, 2000/2001, 2001/2002 (z drużyną PTPS Nafta-Gaz Piła), 2004/2005 (z drużyną Winiary Kalisz)
- Wicemistrzostwo Rosji 2007/2008 (z drużyną Dinamo Moskwa)